# NGC 7518
NGC 7518 est une galaxie spirale intermédiaire (?) située dans la constellation des Poissons. Sa vitesse par rapport au fond diffus cosmologique est de 3 171 ± 26 km/s, ce qui correspond à une distance de Hubble de 46,8 ± 3,3 Mpc (∼153 millions d'al). NGC 7518 a été découverte par l'astronome allemand Albert Marth en 1863.
La classe de luminosité de NGC 7518 est I et elle présente une large raie HI. NGC 7518 est une galaxie dont le noyau brille dans le domaine de l'ultraviolet. Elle figure dans le catalogue de Markarian sous la désignation MK 527..
À ce jour, trois mesures non basées sur le décalage vers le rouge (redshift) donnent une distance de 28,267 ± 16,032 Mpc (∼92,2 millions d'al), ce qui est loin à l'extérieur des valeurs de la distance de Hubble. Notons que c'est avec la valeur moyenne des mesures indépendantes, lorsqu'elles existent, que la base de données NASA/IPAC calcule le diamètre d'une galaxie et qu'en conséquence le diamètre de NGC 7518 pourrait être d'environ 24,5 kpc (∼79 900 al) si on utilisait la distance de Hubble pour le calculer.

## Groupe de NGC 7619
Selon A. M. Garcia, NGC 7518 est membre du groupe de NGC 7619. Selon lui, ce groupe de galaxies renferme au moins 25 membres. Mais, selon un article plus récent publié par Levy et ses collègues en 2007, certaines galaxies retenues par Garcia font aussi partie d'un groupe de galaxies situé dans le centre de l'amas de Pégasus I,. Selon cet article, ce groupe renfermerait 30 galaxies. La galaxie NGC 7518 est dans les deux listes. Sengupta et coll. font aussi mention de ce groupe dans un article plublié en 2006. Ils n'incluent que 17 galaxies, toutes émettrices de rayon X, mais elles se retrouvent soit dans le liste de Garcia ou dans celle de Levy et souvent dans les deux listes, à l'exception de KUG 2318+079B. La galaxie CGCG 406-086 est une autre désignation pour KUG 2318+079B qui est dans la liste de Levy. De même la désignation Z406-086 est la galaxie CGCG 406-086. En ajoutant la galaxie KUG 2318+079B, on obtient un total d'au moins 43 membres pour ce groupe. Cependant, la galaxie désignée comme [OB97] P05-6 dans la liste de Levy est introuvable dans toutes les sources consultées. Le calcul de la distance moyenne du groupe a donc pris en compte 42 galaxies. Abraham Mahtessian mentionne aussi l'existence de ce groupe, mais toutes les galaxies qu'il inclut dans celui-ci sont aussi dans la liste de Garcia.
La moyenne des distances et des incertitudes des galaxies de la liste de Garcia est de 47,5 ± 3,3 Mpc (∼155 millions d'al) et celle de Levy et ses collègues est de 49,7 ± 3,5 Mpc (∼162 millions d'al). La moyenne des distances et des incertitudes des galaxies des deux groupes réunis est de 49,1 ± 3,9 Mpc (∼160 millions d'al). 

### Les couples de galaxies du groupe de NGC 7619
NGC 7518 forme une paire de galaxies avec UGC 12423. Cette galaxie ne fait partie d'aucun des groupes mentionnés ci-haut et de plus sa distance de Hubble est égale à 66,23 ± 4,65 Mpc (∼216 millions d'al). Il s'agit, comme plusieurs paires citées dans le livre auquel se réfère la base de données NASA/IPAC, d'une paire purement optique.